# Umspannwerk Sokolnice
Das Umspannwerk Sokolnice (tschechisch Rozvodna Sokolnice) ist ein Umspannwerk in Tschechien und liegt auf dem Gebiet der Gemeinden Sokolnice und Telnice im Jihomoravský kraj, etwa 10 km südöstlich von Brünn (Brno). Die Anlage verfügt heute über die Spannungsebenen 380 kV, 220 kV und 110 kV, wobei die Höchstspannungsleitungen vom tschechischen Übertragungsnetzbetreiber ČEPS und die 110-kV-Leitungen von E.ON (bis 2004 tschechisch Jihočeská energetika) betrieben werden.
Die Anlage dient der Versorgung des Großraumes um Brünn sowie der gesamten Südmährischen Region. Über Direktverbindungen nach Österreich und in die Slowakei besitzt der wichtigste Netzknotenpunkt in Mähren darüber hinaus eine große Bedeutung im europäischen Verbundnetz.

## Geschichte
Zu Zeiten des Protektorats Böhmen und Mähren gab es Planungen, die von Helmstedt durch Thüringen und Bayern nach Österreich verlaufende Reichssammelschiene durch tschechisches Gebiet bis ins Oberschlesische Industriegebiet fortzuführen. Im Jahr 1942 begann man mit dem Bau dieser Leitung, die aufgrund des Zweiten Weltkrieges jedoch nicht mehr fertiggestellt werden konnte.
Erst nach dem Krieg, im Jahr 1952 wurde das Umspannwerk Sokolnice als eines der ersten dieser Spannungsebene in Mähren in Betrieb genommen. 1954 wurde eine 220-kV-Leitungsverbindung von Sokolnice bis nach Říkovice mit zunächst 110 kV Spannung einkreisig in Betrieb genommen. Im selben Jahr wurde Sokolnice mit dem Umspannwerk Opočínek bei Pardubice verbunden, diese einkreisige Leitung wurde zunächst mit 110 kV betrieben. Die 220-kV-Schaltanlage in Sokolnice wurde 1957 fertiggestellt, gleichzeitig wurde die Leitung nach Říkovice weiter bis Prosenice geführt und um einen zweiten 220-kV-Stromkreis ergänzt.
1958 wurde die nach Österreich führende Leitung, mit deren Bau während des Krieges begonnen wurde, fertiggestellt. Seit 1959 besteht eine durchgehend zweikreisige 220-kV-Verbindung vom Umspannwerk Bisamberg über Sokolnice, Prosenice und Liskovec bis nach Polen.
Sei 1966 verfügt Sokolnice über einen 380-kV-Anschluss vom Kraftwerk Prunéřov.

## Aufbau
Das Umspannwerk verfügt über Schaltanlagen für 380 kV, 220 kV und 110 kV Spannungsebenen zwischen denen mehrere Kuppeltransformatoren geschaltet sind (1× 380/220 kV, 1× 380/110 kV, 2× 220/110 kV).
Eine Besonderheit der Anlage ist, dass sich die 380-kV-Schaltanlage auf einem separaten Gelände befindet, das südlich des Baches Dunávka liegt und durch diesen vom Rest des Umspannwerkes getrennt wird.

## Leitungen
An das Umspannwerk angeschlossen sind
- Eine zweikreisige 380-kV-Leitung zum Umspannwerk Slavětice
- Je eine einkreisige 380-kV-Leitung zu den Umspannwerken Čebín bzw. Otrokovice
- Zwei einkreisige 380-kV-Leitungen in die Slowakei (Stupava bzw. Križovany)

- Je eine zweikreisige 220-kV-Leitung zum Umspannwerk Bisamberg in Österreich bzw. nach Prosenice
- Je eine einkreisige 220-kV-Leitung zu den Umspannwerken Tábor bzw. Opočínek (bei Pardubice)
- Eine einkreisige 220-kV-Leitung in die Slowakei (Senica)

Daneben existieren mehrere 110-kV-Leitungen zur regionalen Energieversorgung.